# Korkdefekt

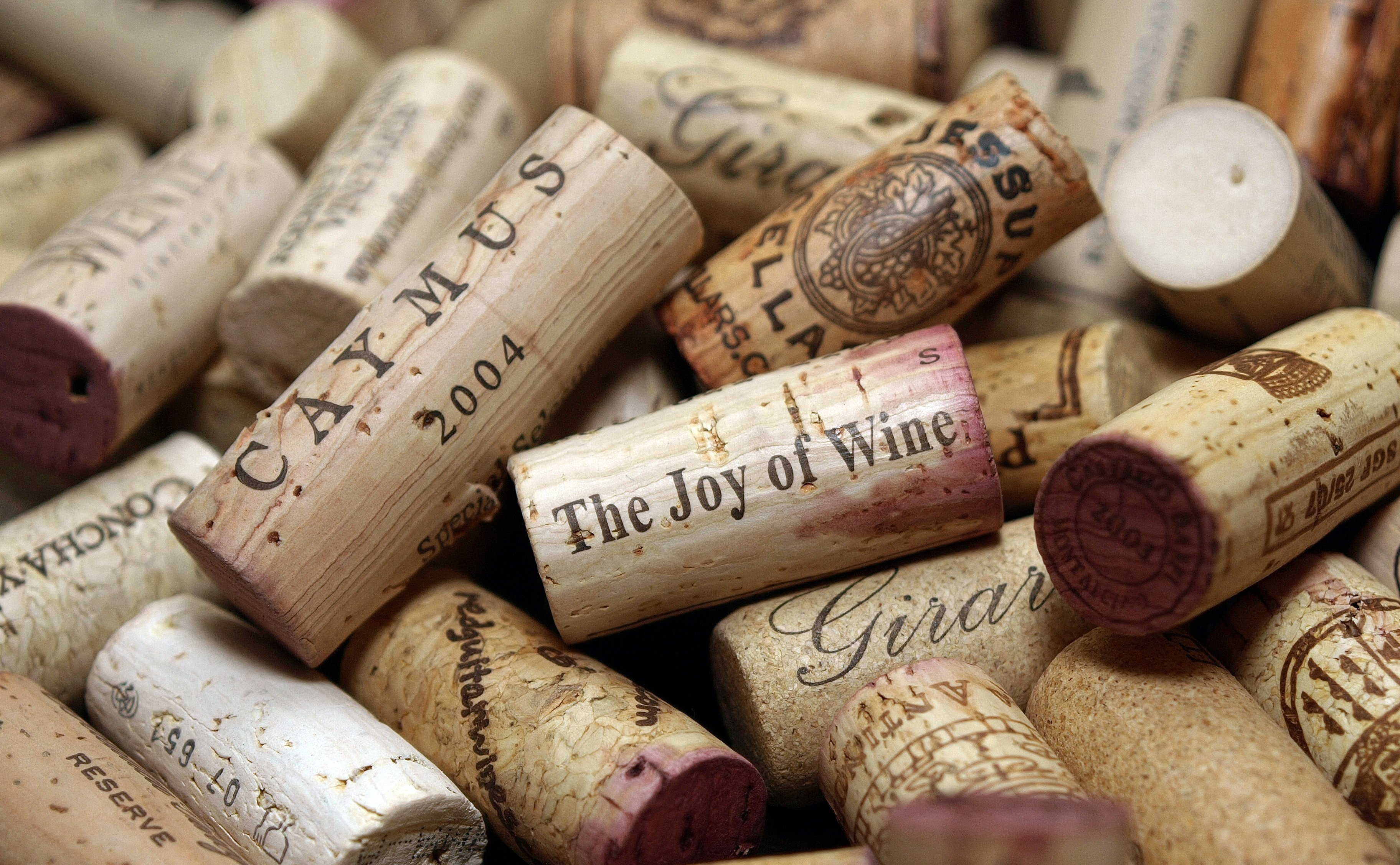
En viss andel av de naturkorkar som används för att försluta viner ger upphov till korkdefekt.

Korkdefekt är en defekt hos vin som ger vinet en unken doft ibland beskriven som "fuktig källare" eller "blöta tidningar" och i allmänhet innebär att vinet är odrickbart och förstört. 

## Hur korkdefekt yttrar sig
Den unkna doften tilltar ofta i vinet en stund efter det har luftats eller hällts upp i glas. Ofta doftar själva korken mest. Defekten märks också på att vinets naturliga friska, fruktiga doft nästan är helt försvunnen. Människans förmåga att känna korkdefekten varierar mycket från individ till individ. Ett fåtal kan inte känna den alls.
Korkdefekten påverkar inte bara doften utan även smakupplevelsen av vinet. Korkdefekten försvinner heller inte med luftning av vinet, utan tenderar snarare att öka i styrka när vinet stått öppnat en tid. Dessa två egenskaper skiljer korkdefekt från vissa andra vindefekter.
Vinet kan ha olika grad av korkdefekt. I vissa fall är defektkaraktären helt dominerande och vinet är odrickbart. I andra fall kan korkdefekten bara göra att fruktigheten har minskat och själva trikloranisoldoften bara kan kännas av vissa känsliga personer.
Det finns inget känt sätt att identifiera om ett vin har korkdefekt innan flaskan har öppnats, och inget känt sätt att bli av med korkdefeken och på så sätt "rädda" ett korkdefekt vin.

## Orsak

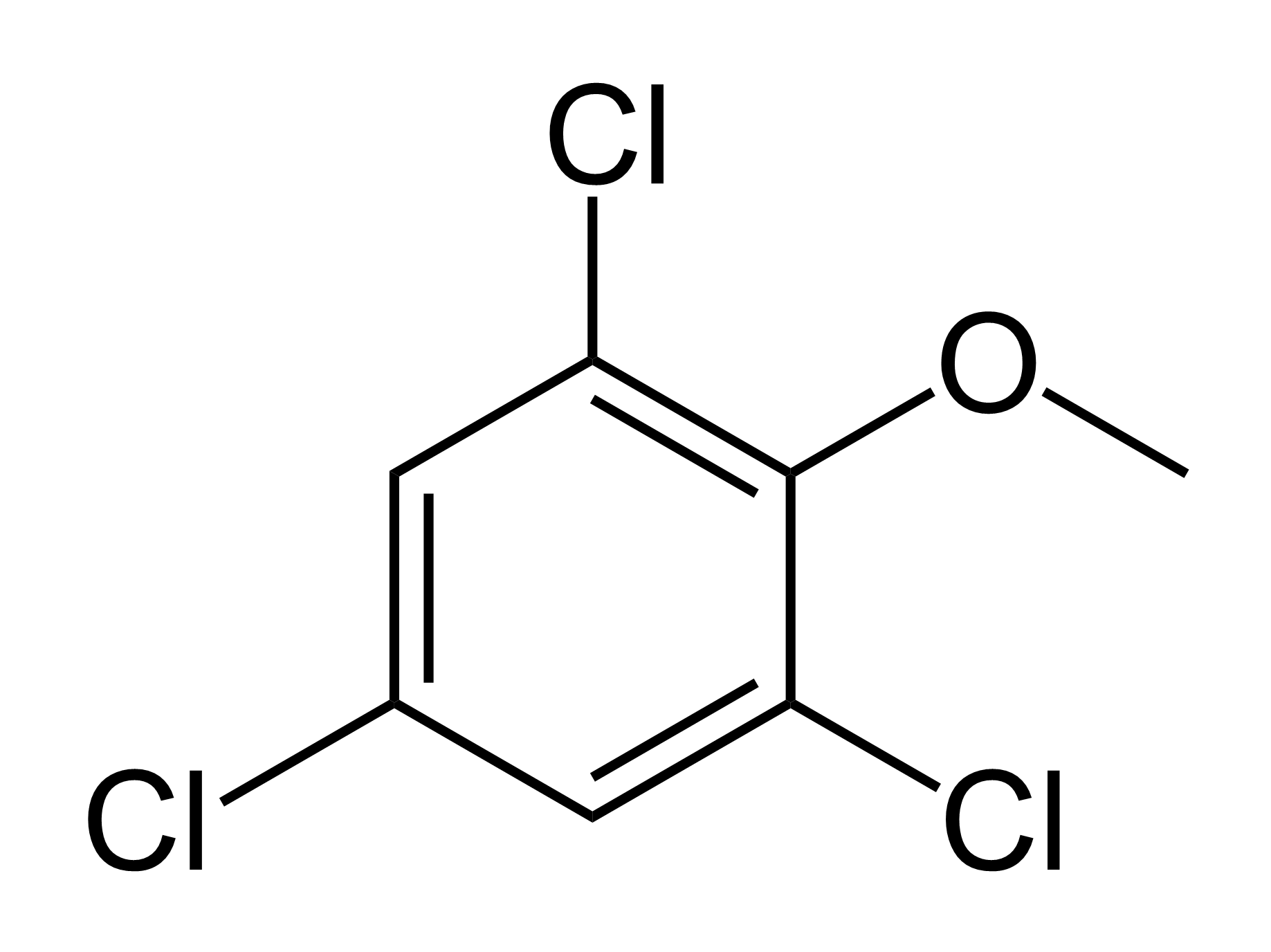
2,4,6-trikloranisol

2,4,6-trikloranisol är det kemiska ämnet som vanligen ger doften. Det kan med näsan förnimmas i så små mängder som enstaka ppt (parts per trillion).
Det har tidigare hävdats att Korken desinficeras med klor som kan reagera med fenoler i korken för att bilda triklorfenol som sedan ombildas till 2,4,6-trikloranisol med hjälp av mögelsvampar som finns i korken. Trots att klorblekning numera är så gott som helt borta från korktillverkningen finns dock fortfarande problemet kvar och det är därför säkerställt att problemet uppstår redan när korkbarken sitter på trädet.
Många kemiska substanser kan ge upphov till liknande dofter i vin, men då rör det sig i allmänhet om fel som uppstår i vineriet och därför inte uppvisar den karakteristiska variation mellan buteljer som verklig korkdefekt. En vanlig substans är 2,4,6-tribromanisol som bland annat kan bildas ur tribromfenol som används som insektsdödande medel i byggnader.
Korkdefekten är ett stort problem för vinindustrin och man har tidigare räknat med att 5-8 procent av världens flaskor är korkdefekta. Idag ligger den siffran lägre, men några säkra siffror finns inte att tillgå. Vinproducenterna är ofta mycket tillmötesgående med att ta tillbaka flaskan med korkdefekt eftersom det snabbt skadar vinets varumärke och rykte. Dock kan detaljisters policy avseende retur av viner med korkdefekt variera mycket mellan länder och detaljister.

## Hur vanlig är korkdefekten?
Försök har gjorts för att ta reda på hur stor andel av världens viner som är korkdefekta. Svårigheter uppstår dock eftersom tusentals viner måste smakas och olika personer är olika känsliga för låga halter av trikloranisol. En studie i Storbritannien 1999 av Wine and Spirit Association där 13 000 flaskor avsmakades visade att 0,7 procent av flaskorna detekterades som korkdefekta. Stora brister fanns dock i undersökningen, bl.a. sändes de av provsmakarna detekterade skadade flaskorna till laboratoriet för bekräftelse så sent som två veckor efter öppnandet, då de till viss del oxiderats och det är känt att oxideringen döljer korkskadan.
Mer trovärdiga undersökningar har gjorts, bl.a. av Australian Wine Research Institute, som visar att korkskadade viner förekommer bland mellan 5 och 8,2 procent av världens viner. Flera undersökningar stöder att den verkliga andelen är 5-6 procent.

## Lösning på problemet
Ett sätt att minimera risken för korkdefekten för vintillverkaren är att använda andra medel än klor för att desinficera korken, till exempel väteperoxid. Detta har man till stor del redan gjort men korkdefekten förekommer fortfarande. En orsak till detta är att trikloranisol redan finns naturligt i en del korkar.
Ett annat sätt är att använda syntetmaterial såsom plast för att tillverka korkar till vin. Dessa kan göras helt trikloranisolfria.
Ett tredje sätt är naturligtvis att använda andra typer av korkar, såsom skruvkorkar. Ett visst motstånd finns dock både bland konsumenter (som gillar ploppljudet när man öppnar en flaska) och bland producenter som menar att man inte vet än hur långlagrade viner påverkas av andra förslutningsmedel än naturkork.
Det finns flera försök att på kemisk-teknisk väg bland korktillverkarna avlägsna flyktiga ämnen från korkarna bl.a. den så kallade diamantprocessen. Om det lyckas till 100% återstår att se.